# Danny Antonucci
Daniel Antonucci, detto Danny (Toronto, 27 febbraio 1957), è un fumettista canadese, di origini italiane.

## Biografia
Il suo percorso nel mondo dell'animazione cominciò a 14 anni, quando creò il suo primo cortometraggio, The Adventures of Barfman. Dopo il liceo, fu ammesso allo Sheridan College Of Visual Arts di Oakville, nell'Ontario. Si laureò nel 1979 e fu presto assunto come animatore capo in serie come Scooby-Doo e I Flintstones. Nel 1982 si trasferì nella costa ovest del Canada ed entrò nell'International Rocketship Ltd, casa produttrice indipendente di Vancouver, dove creò e diresse programmi di successo per canali televisivi come Nickelodeon, Sesamo apriti e Levi’s and MTV Networks. In quel periodo creò, diresse e animò il cult movie animato Lupo the Butcher, che raccolse consensi in tutto il mondo e diede vita ad un genere di animazione orientato verso un pubblico adulto.
Il 1º aprile del 1994 fonda la A.k.a. Cartoon, con cui crea due serie per MTV: la serie per adulti di scarso successo The Brother Grunt, e il contenitore di cortometraggi Cartoon Sushi. Successivamente, Antonucci dà vita alla famosa serie Ed, Edd & Eddy. Tuttora dirige e crea programmi per la A.k.a. Cartoon, della quale è presidente.

### Vita privata
Sua madre e suo padre erano di Modugno; più tardi suo padre e suo zio erano vicini in Mississauga. È sposato e ha due figli.

## Filmografia parziale

### Animatore
- Scooby e Scrappy Doo – serie TV, 49 episodi (1979-1982)
- The Ri¢hie Ri¢h/Scooby-Doo Show – serie TV, 8 episodi (1981)
- The Smurfs (I Puffi) – serie TV, 120 episodi (1981)
- Cartoon Sushi – serie TV, 10 episodi (1997)

### Regista
- The Brothers Grunt – serie TV, 4 episodi (1995)
- Ed, Edd & Eddy – serie TV, 80 episodi (1999-2008)